# Victoria Medal

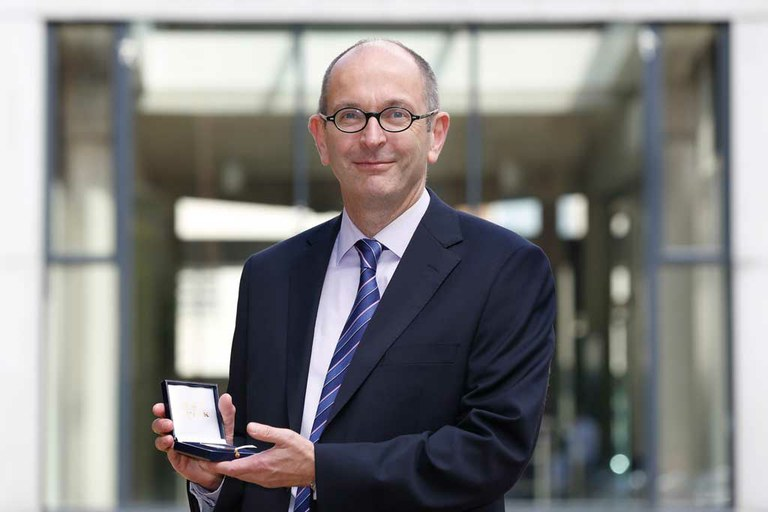
Paul A. Longley 2013 nach der Verleihung der Victoria Medal

Die Victoria Medal ist eine im Andenken an Königin Victoria seit 1902 von der Royal Geographical Society vergebene Auszeichnung. Sie ist der ursprünglichen Gestaltung der Patron’s Medal nachempfunden. Im Gegensatz zu dieser handelt es sich bei der Victoria Medal allerdings um eine rein wissenschaftliche Auszeichnung. Sie ist nicht zu verwechseln mit der Victoria Medal of Honour der Royal Horticultural Society.

## Preisträger
- 1902: Ernst Georg Ravenstein[1]
- 1903: Sven Hedin[1]
- 1905: John George Bartholomew[1]
- 1906: William Mitchell Ramsay[1]
- 1909: Alexander Agassiz[1]
- 1911: Henry George Lyons[1]
- 1912: George H. Darwin[1]
- 1913: Sidney Gerald Burrard[1]
- 1915: Hugh Robert Mill
- 1917: John Scott Keltie[2]
- 1919: John Walter Gregory[3]
- 1920: Harold St. John Loyd Winterbotham
- 1922: John F. Baddeley
- 1924: John Fillmore Hayford
- 1927: Charles Close[4]
- 1928: Edward Ayearst Reeves
- 1930: Emmanuel de Margerie[5]
- 1932: Arthur Philemon Coleman
- 1934: Edward Heawood
- 1935: Edward James Wayland
- 1936: Stanley Wells Kemp
- 1938: Arthur Robert Hinks[6]
- 1940: O. G. S. Crawford
- 1941: Harold Jeffreys
- 1946: Herbert John Fleure[7]
- 1947: Eva G. R. Taylor[8]
- 1948: Frank Debenham[9]
- 1950: Emmanuel de Martonne
- 1951: Charles Cotton
- 1953: John Myres
- 1954: nicht vergeben[10]
- 1955: E. John Russell[11]
- 1957: Sidney William Wooldridge[12]
- 1958: Roberto Almagià[13]
- 1959: Gerald Seligman
- 1960: James Alfred Steers[14]
- 1961: William William-Olsson[15]
- 1962: Carl Troll[16]
- 1963: Henry Clifford Darby[17]
- 1964: J. N. L. Baker[18]
- 1965: Henri Marcel Gaussen[19]
- 1966: Gerald Roe Crone[20]
- 1967: Charles W. Phillips[21]
- 1968: Walter Christaller[22]
- 1969: Marcel Aurousseau
- 1970: Raleigh Ashlin Skelton
- 1971: Oskar Spate
- 1972: George Henry John Daysh
- 1973: Emyr Estyn Evans
- 1974: Charles Alfred Fisher
- 1975: Carl O. Sauer
- 1976: Joseph Newell Jennings
- 1977: Emrys Jones
- 1978: Terence Armstrong
- 1979: Torsten Hägerstrand
- 1980: Jean Gottmann
- 1981: Julius Büdel
- 1982: Helmut Jusatz
- 1983: Bertram Hughes Farmer
- 1984: Richard Hartshorne
- 1985: John Terence Coppock
- 1986: Ren Mei'e
- 1987: Chauncy Harris
- 1988: Brian Berry
- 1989: David Simonett
- 1990: Ron Johnston
- 1991: John Innes Clarke
- 1992: John Goddard
- 1993: Norman Graves
- 1994: Doreen Massey
- 1995: Helen Wallis
- 1996: Ron Abler
- 1997: David Lowenthal
- 1998: Ian G. Simmons
- 1999: Robin Butlin
- 2000: Desmond Walling
- 2001: Peter Dicken
- 2002: Angela M. Gurnell
- 2003: Nigel Thrift
- 2004: Michael Watts
- 2005: Ray Hudson
- 2006: Jim Rose
- 2007: Peter Jackson
- 2008: Linda McDowell
- 2009: Philip H. Rees
- 2010: Richard Battarbee
- 2011: John Lowe
- 2012: Stuart N. Lane
- 2013: Paul A. Longley
- 2014: Susan J. Smith
- 2015: Stephen Daniels
- 2016: Ron Martin
- 2017: Andrew Cliff
- 2018: Wendy Larner
- 2019: David Thomas
- 2020: Jonathan Rigg
- 2021: Chris Philo
- 2022: Paul Cloke[23]
- 2023: Anson Mackay[24]
- 2024: Lily Kong[25]
- 2025: Gillian Rose[26]

(Die Aufzählung ist zwischen 1914 und 1956 möglicherweise unvollständig.)